# Rocco Spinola
Rocco Spinola (Supersano, 27 ottobre 1930 – Milano, 10 ottobre 1998) è stato un sollevatore italiano.

## Biografia
Nato nel 1930 a Supersano, in provincia di Lecce, gareggiava nella classe di peso dei pesi gallo (56 kg).
A 29 anni ha partecipato ai Giochi olimpici di Roma 1960, nei pesi gallo, chiudendo 12º con 300 kg totali alzati, dei quali 92.5 nella distensione lenta, 87.5 nello strappo e 120 nello slancio.